# Brazília kultúrája
Brazília kultúrája főleg nyugat-európai, a portugál kultúrából, továbbá az őslakosok és az afrikai feketék közötti kulturális keveredésből származik. A 19. század végén és a 20. század elején nagy számú olasz, spanyol, német, arab, örmény, japán, kínai, koreai és más nemzetiségű telepedett le az országban, akik szintén fontos szerepet játszottak a kultúrájának kialakításában.

## Oktatási rendszer

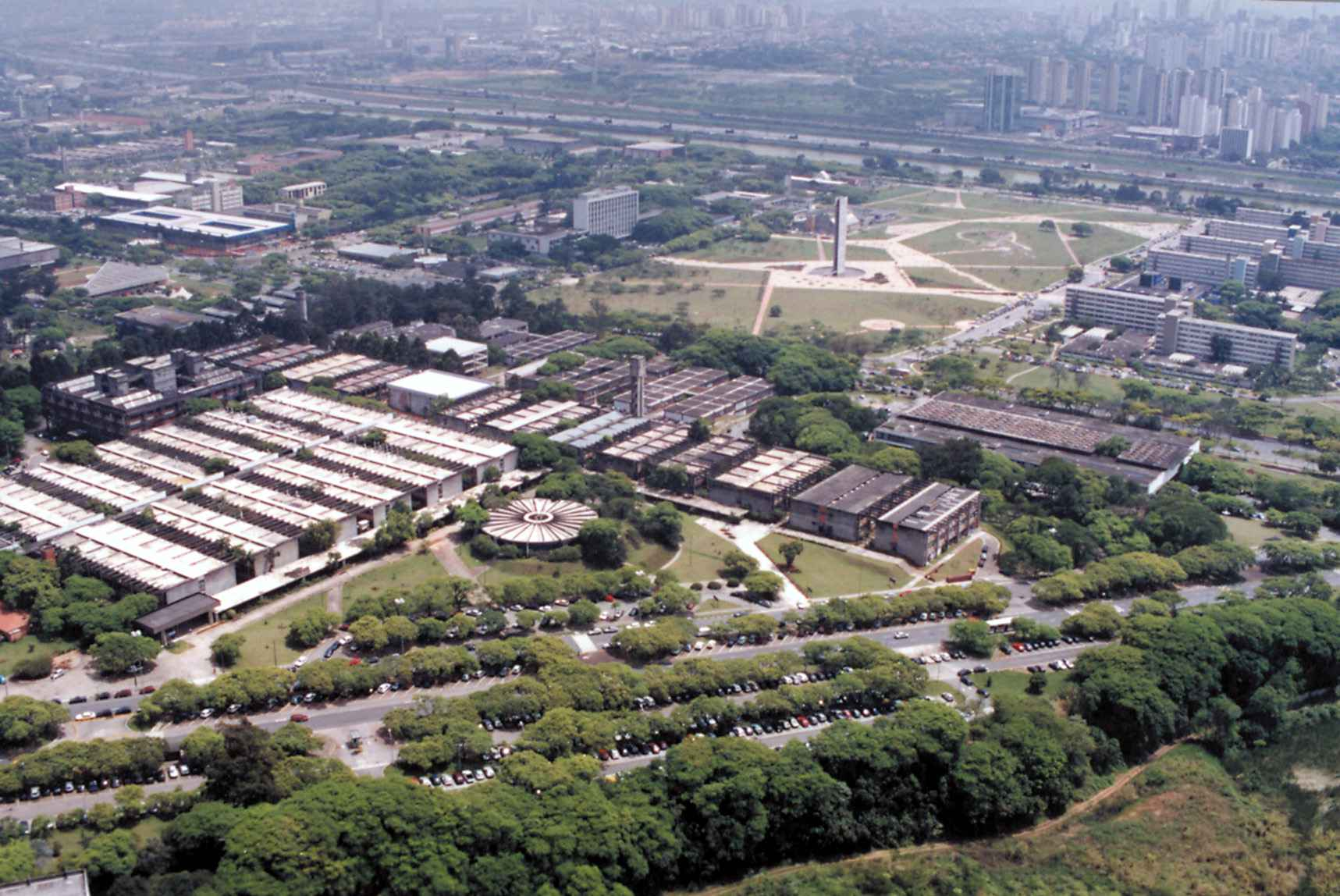
Légifelvétel a São Paulói Egyetem kampuszáról (2005)

Brazília alkotmányában és az oktatási rendszerével kapcsolatos törvényeiben meghatározza, hogy minden államnak, önkormányzatnak és az országban működő egyetlen szövetségi kerületnek magának kell megszerveznie a saját oktatási rendszerét, melyet önfinnanszírozásból kell fenntartaniuk. Az alkotmány szintén magába foglalja, hogy az állami költségvetés 25%-át, illetve a szövétsegi és önkormányzati adóbevételek 18%-át az oktatás fenntartására kell fordítani.
Egy, a Brazil Földrajzi és Statisztikai Hivatal felmérései alapján kijelenthető, hogy 2011-ben az írástudók aránya 90.4%-ot ért el, így 13 millió lakos (azaz 9.6%) még mindig írástudatlannak, a lakosság 21.6% pedig funkcionális analfabétának tekinthető. Az analfabetizmus az északkeleti régiókban a legmagasabb, ahol a populáció 19.9%-át sújtja.
Brazília magánintézményei csak a népesség kisebb részének elérhetők, azonban magasabb színvonalú oktatást nyújtanak, így nem csoda, hogy a felsőbb réteg gyermekei szinte mind ilyen intézményekbe járnak. Ennélfogva egy rendkívűl elszigetelt oktatási rendszerről van szó, ami sajnos jól tükrözi az országban fennálló óriási társadalmi egyenlőtlenségeket. Ugyanakkor egyre több törekvést láthatunk e helyzet megváltoztatására.
Latin-Amerika második legjobb egyeteme a São Paulói Egyetem, a QS World University Rankings 2019-es kutatásai szerint. Latin-Amerika 20 legjobb egyeteme közül, 8 darab Braziliában található, melyek legtöbbje állami. Az óvoda, az alapfokú, illetve a középfokú oktatásban való részvétel minden tanulótól elvárt követelmény.

## Kulturális intézmények
- Brazil Nemzeti Múzeum

## Művészetek

### Építészet

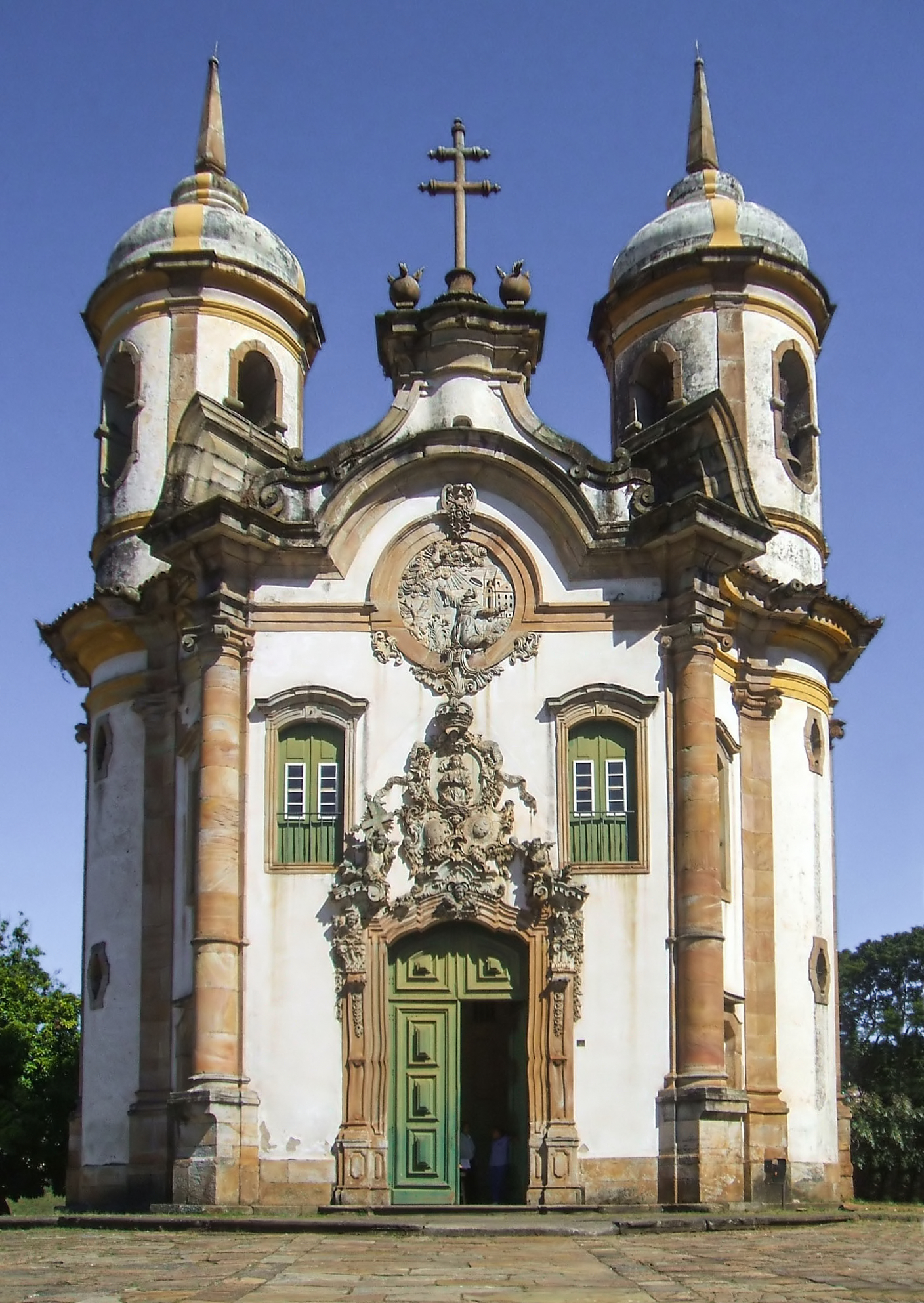
Katolikus templom Ouro Preto városában, barokk stílusban, rokokó díszítőelemekkel

A brazil építészetet a gyarmati időszakban erősen befolyásolta a portugál Mánuel stílus, bár ez a trópusi éghajlathoz igazodott. Az UNESCO Világörökség része, Ouro Preto városa Minas Gerais államban számos jól megőrzött példát tartalmaz a stílusra olyan művészek által, mint például Aleijadinho (1738–1814).
A későbbi évszázadokban a brazil építészekre egyre nagyobb hatást gyakoroltak más országok iskolái, például Franciaország és az Egyesült Államok, és végül kidolgoztak egy saját stílust, amely világszerte ismertté vált. Az olyan építészek, mint Oscar Niemeyer, sok elismerést kaptak, és a főváros, Brazíliaváros a modern brazil építészet egyik legfigyelemreméltóbb példája.
Brazíliában számtalan építész él és dolgozik, akiknek egy része nemzetközi mércével mérve is jelentős teljesítményt mondhat magáénak. A megvalósult műveket vagy a csupán papíron létező épületeket szemlélve még talán rá is csodálkozunk, milyen elevenen él itt az európai és az amerikai építészetben a múlt század harmincas éveiben meghatározó jelentőségű, főként Mies Van der Rohe nevével jelzett racionalista hagyomány, valamint az ötvenes években Angliából kiinduló újbrutalista mozgalom hatása. És valóban, az európai kultúra meghatározó fontosságú, mint ahogy mindig is nagy szerepet játszott az egykori kolóniák életében.
A városok rohamos fejlődése, ami inkább számokban mint infrastrukturálisan és technikailag ragadható meg, az 1920-as évektől kezdődött. A „fejlődés“ és mindaz, ami azzal szükségszerűen együtt járt, kikövetelte a gyors és hatékony építési technikák fejlesztését. A brazil lakosság száma ugyanis megtízszereződött ebben a csaknem száz évet felölelő időszakban. A poros kisvárosok tízmilliós lélekszámú hatalmas metropoliszokká duzzadtak, és európai szemmel nézve elképesztő növekedési perióduson estek át az ötvenes évektől kezdődően. Nem meglepő, hogy a városok épületállományának mintegy kilencvenöt százaléka 20. századi. Mindehhez kézenfekvőnek tűnt az akkor már Európában is teret hódító modern elvek, a Le Corbusier és Gidion által alapított CIAM kongresszusi iránymutatásainak követése, aminek eredményeképp rengeteg új épület készült el.
Brazília építészete tehát elsősorban befogadó. Alkotói átvették és alkalmazták a meghatározó irányzatokat, de tovább is fejlesztették azokat.
A 20. században a brazil tájépítészet is felkeltette a figyelmet, különösen Roberto Burle Marx (1909–1994) személyében. A figyelemre méltó alkotások közé tartozik a Rio de Janeiro-i Copacabana sétány és São Paulóban az Ibirapuera Park.

### Zene

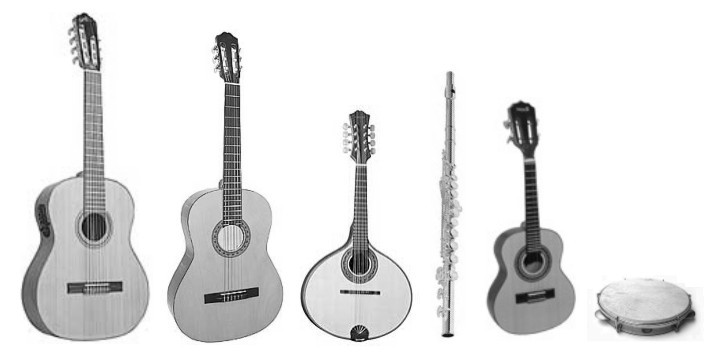
Brazil népszerű hangszerek

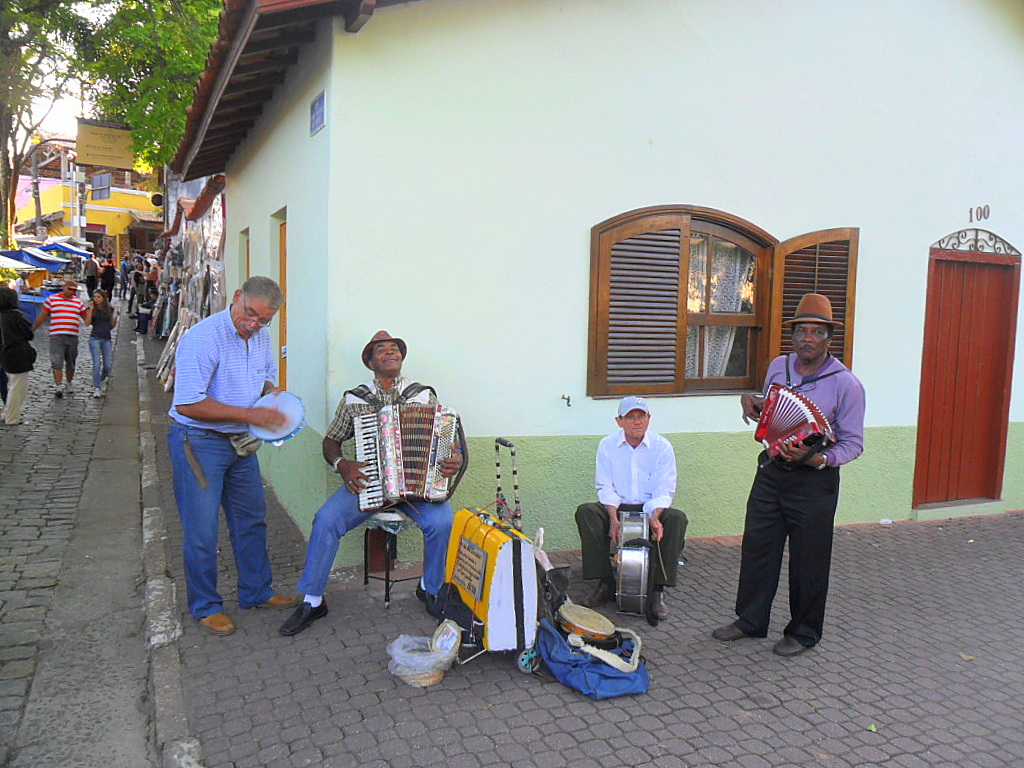
Zenészek, Embu das Artes

Brazília felfedezését követően jezsuita közvetítéssel először az egyházi zene hódított tért, de ebben is korán érezhetővé vált az indián, majd később az afrikai hatás.
A népzene a brazil folklór más ágaihoz hasonlóan ma is hármas eredetű.
Az indiánok énekkel és tánccal ünnepelték győzelmeiket, megénekelték hőseik és főnökeik kimagasló tetteit. Vallási szertartásaikban is kimagasló szerepet töltött be a zene. Általában dob- és fuvolakísérettel énekeltek. A mai népzene torokhangú kiáltásaiban, a természet hangjait utánzó hangjaiban él tovább az indián zene.
A néger zene öröksége elsősorban a sokszor vad ritmus, amelyet az Afrikában a törzsek életét meghatározó táncok, a vadásztánc, a harci tánc, a szerelmi tánc, a temetési tánc és a munkadalok közvetítésével jutott el Brazíliába. Ugyancsak afrikai eredetű a népi hangszerek döntő többsége: a különböző méretű és formájú dobok (atabaque, zabumba, abadã), a triangulumok, a fémharangok (agogô) és az afrikai xilofonnak is nevezett marimba. Afrikából származik a cuíca (más nevén puíta), a candomblék és macumbák elengedhetetlen tartozéka. A reco-reco bambusznádból készült, melynek bevagdalt felszínét ceruza nagyságú fadarabbal dörzsöli a zenész. Az egyik legismertebb afrikai hangszer a capoeirát kísérő berimbau.
A vad afrikai ritmusok összeolvadtak a portugálok által Európából hozott melankolikus dallamokkal, a fadokkal. Az afrikai hangszerek mellett elterjedt a hathúros gitár, a hegedűre emlékeztető rebeca, az azori eredetű négyhúros pengetős hangszer, a cavaquinho.
Számos különböző műfaj és stílus jelent meg Brazíliában, mint például a
szamba, choro, bossa nova, MPB, frevo, forró, maracatu, sertanejo, brega és az axé. Ezek közül a szamba az egyik legnépszerűbb zenei műfaj és széles körben az ország nemzeti zenei stílusaként tartják számon.
A funk proibidão a brazil favelák zenéje.
A népzene egyik leggazdagabb forrása az északkeleti vidék, ahonnan a folkegyüttesek által népszerűsített, úgynevezett sertanejo zene származik.
A dzsessz mellett a karibi-térségből származó boleró és szamba összeolvadásából született meg a bossa nova. A karneváli felvonulások kísérője továbbra is a szamba, mint a kezdeti években, de a könnyűzenében kialakult egy olyan irányzat, amely a szamba mellett más, jellegzetesen brazil ritmusok felhasználásával a musicaltől a népszerű táncdalokig számos műfajban újította meg a brazil zenét.

### Tánc

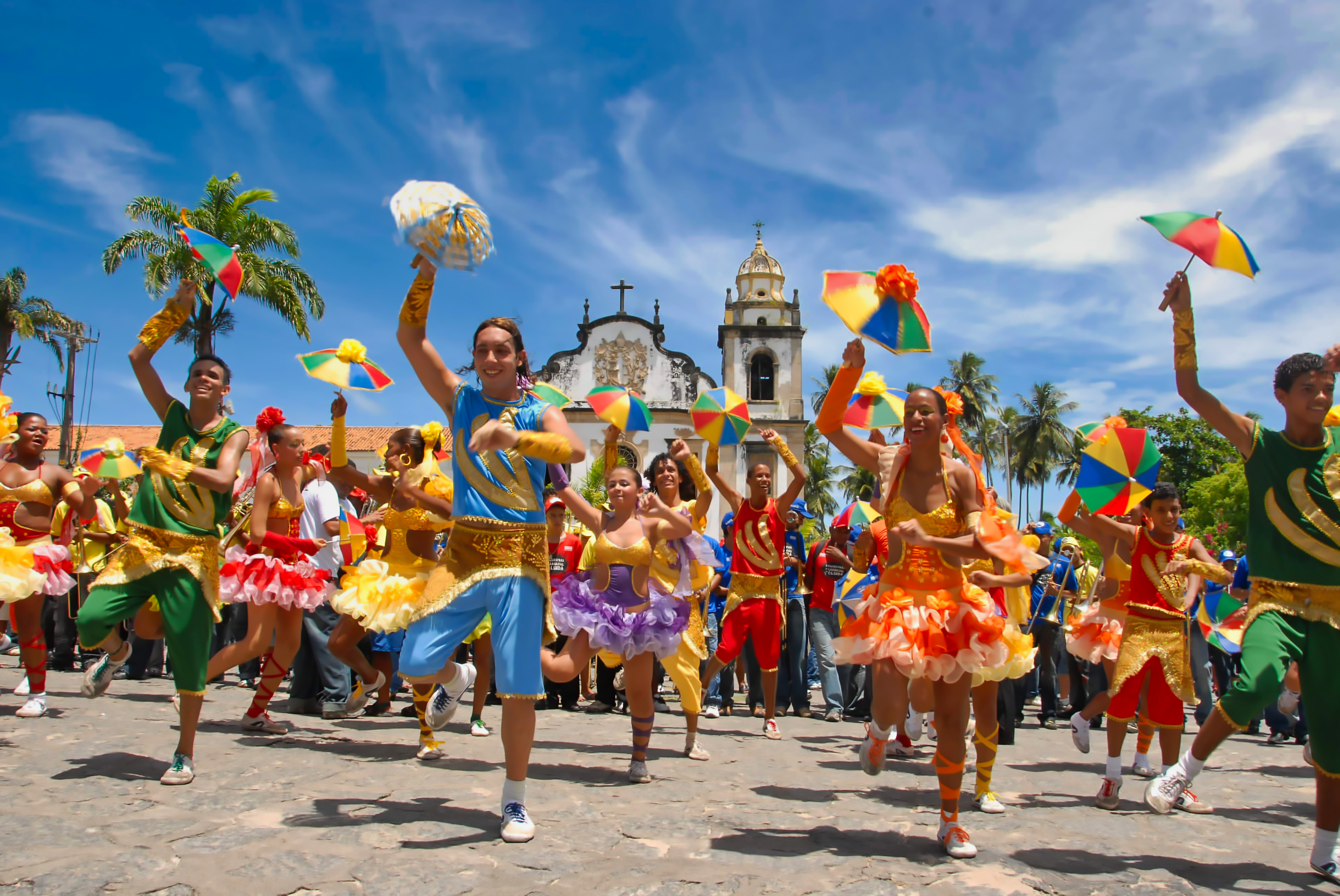
Frevo táncosok Olindában

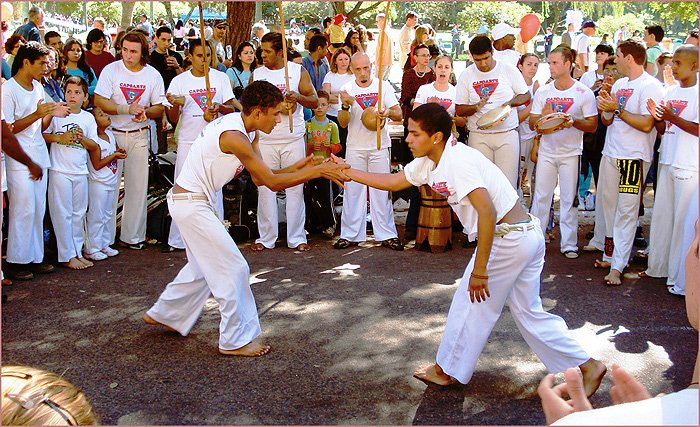
A capoeira harcművészeti játék és tánc

A brazil népi táncok többsége indián és afrikai örökségként nem páros tánc. Egy részük, főként a vallási táncok körtáncok. Más táncok egyéni táncok, előírásos koreográfia nélkül. Ha kialakulnak a párok, mint például a batuque-ban, csak egymással szemben táncolnak anélkül, hogy egymást megérintenék. A recifei karneválon nagyon népszerű az úgynevezett Passa do Frevo. A táncosok saját magukat improvizálják a szinte akrobatikus mutatványnak tűnő táncfigurákat, de a frenetikus ritmusok mégis egységet teremtenek a sok ezres tömegben.
Az angolai négerek támadó és önvédelmi sportjából alakult ki az egyik legérdekesebb tánc, a capoeira. Sok capoeira mester nemcsak Brazíliába, hanem külföldön is hírnévre tett szert; ilyen például Nestor Capoeira, aki Európában is sok helyen tartott bemutatót. Bahiában számos capoeira klub működik, amelynek tagjai egy-egy mester köré csoportosulva űzik valamely változatát: az angolait vagy a regionálisat.
A hagyományos brazil táncok közül a szamba (samba) a legismertebb, bár meg kell jegyezni, hogy a szamba nem csak a táncot jelenti, inkább az önkifejezést és az éneket. Eredetileg egyéni tánc volt a szamba is, csak társasági táncban vált páros tánccá.
Ezzel korántsem merül ki a sokszínű (latin-indián-afrikai) kultúra, zene és tánchagyományának tárháza. 
Táncstílusok az országban:
brazil zouk, carimbó, frevo, lambada, lundu, maculelê, maxixe, suscia, xaxado, forró  chula, chimarrita, taieiras, jongo, congo, carimbo.

### Irodalom

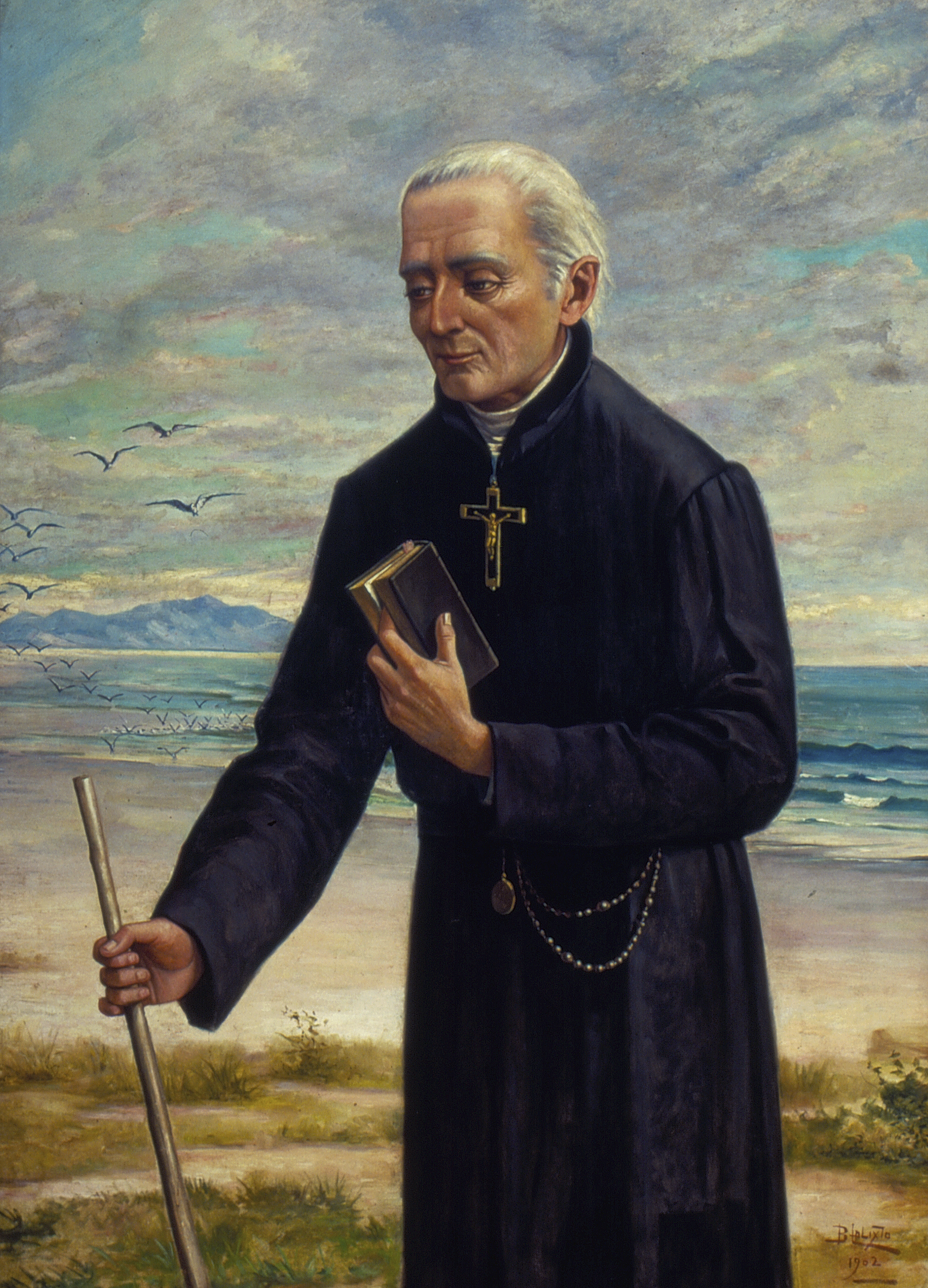
„Brazília apostola”, José de Anchieta atya portréja

### Filmművészet
Az Anselmo Duarte által rendezett O Pagador de Promessas (1962) elnyerte az Arany Pálmát az 1962-es Cannes-i filmfesztiválon. Egy évvel később ez lett az első brazil és dél-amerikai film, amelyet a legjobb idegen nyelvű film Oscar-díjára jelöltek.
Fernando Meirelles "Isten városa" (port.: Cidade de Deus, 2002) a legmagasabbra értékelt brazil film az IMDb Top 250-es listáján, és a Time magazin 2005-ben minden idők 100 legjobb filmje közé választotta.
A brazil mozi egyik legnézettebb filmje a Dona Flor és két férje (Dona Flor e Seus Dois Maridos, 1976), amelyet Bruno Barreto rendezett, és Jorge Amado azonos című regénye alapján készült.
Brazíliában készült 1976-ban a Rabszolgasors című televíziós sorozat, az első teleregény műfajú sorozat, amelyet Magyarországon is bemutattak.

### Falfirka
- Pichação

## Szokások, illemtan
- A brazilok dél-amerikainak tartják magukat, de nem azonosulnak a spanyol ajkúakkal. Büszkék másságukra. Nem használják a spanyol nyelvet sem szóban, sem pedig írott formában.
- Beszélgetés közben a brazilok meglehetősen közel állnak egymáshoz és meg is érintik egymást.
- A dohányzás széles körben elterjedt, de étkezésnél illetlenség.
- Ne együnk semmit a kezünkkel. Brazíliában még a szendvicset is késsel-villával eszik. A fogások között gyakran szerepel egy-egy gyümölcstál, amit szintén késsel-villával fogyasztanak el.
- Ne igyunk üvegből vagy dobozból. Mindig használjunk poharat.
- A kávét mindig édesítve szolgálják. Ha cukor nélkül szeretnénk, akkor "sem açúcar" (ejtsd: szem aszúkár) megjegyzéssel kell rendelni. Vacsora után kis kávécsészében nagyon erős cafenzinhót szolgálnak fel.
- Ha valakit étkezés közben érünk, az illető mindig felajánlja, hogy csatlakozzunk hozzá. Ilyenkor ezt nem szokás elfogadni.
- Ha észreveszünk egy ismerőst távolabb, inthetünk neki, de ne kiáltsunk oda, mert az illetlenség.
- Partikon, amelyek általában este 10 óra tájban kezdődnek, a vacsorát éjfél körül szolgálják fel. A rendezvény ezután sokszor reggelig tart.
- A brazilok számára az otthon magánszférát jelképez, ezért ritkán hívnak vendégségbe másokat. Mielőtt meglátogatunk valakit, mindig jelentkezzünk be telefonon.
- Ha meghívást kapunk valahová, vigyünk magunkkal kisebb ajándékot: gyümölcsöt, édességet, bort vagy virágot. A virág soha ne legyen lila, mert az a halált idézi.
- Tájékozódjunk a brazil történelemről és kultúráról. Érdeklődő természetünk jó hatással lesz vendéglátóinkra, akárcsak az, ha portugál kifejezéseket használunk.
- Ne hordjunk zöld és sárga színeket. Ezek a brazil zászló színei és ilyen ruhában könnyen nevetség tárgya lehetünk.

## Gasztronómia
Brazília konyhájának receptjei és az elkészítési technikák sok összetevője bennszülött (indián) eredetű, amelyeket a portugálok és az afrikai rabszolgák befolyásoltak. A konyha régiónként viszont nagyon eltérő. A sokszínűség tükrözi az ország történelmét, valamint az őslakos és bevándorló kultúrák keverékét.
A konyhaművészetben főleg a rizs és a bab dominál. Ez a szegények szinte kizárólagos fő tápláléka, de a jómódúak asztalán is csaknem mindennap megjelenik. Általában sültekhez, csirkékhez, halhoz tálalva fogyasztják.
A legnevezetesebb ételkülönlegességek és kókusztejjel ízesített tengeri hal, a moqueca, a hagymával és borssal ízesített zöldség, a caruru, valamint babos sült, a feijoada. A legnépszerűbb utcai gyorsétel az acarajé, a tenger gyümölcseivel, paradicsomszósszal kínált sült bab.
Sokféle halétel szerepel az étlapon. Legkedveltebb a Portugáliában is népszerű tőkehal, a bacalhau. Érdemes megkóstolni a naphalat (linguado) kókusztej- vagy rákmártásban, a különféle rákokat, a kisméretű camarãót roston, rizs- zöldség- és mazsolakörettel (camarão a grega) vagy kukoricával és kókusztejjel sütve (camarão com milho).
Húsok között első helyen áll a marha. Roston sütve, sok fűszerrel, főként fokhagymával megkenve készítik a vesepecsenyét (filé mignon), a rostélyost (contra-filé) és a többi ugyancsak ízletes darabot. A marhahús egy speciális elkészítési módja a napon történő szárítás. Ott ahol nincs hűtő, készítése ma is szükségszerűség. Éttermekben a carne seca különleges ínyencfalat, a szárított húst szálakra szétszedve tálalják fel. Kedveltek még a többi húsnál olcsóbb grillcsirkék. Húsvétkor általában bárány és nyúl, karácsonykor pulyka kerül az asztalokra.
Leves helyett, előételként inkább nyers, olívaolajjal és borsecettel megöntözött salátákat esznek. A saláták alapanyaga a paradicsom, hagyma, fejes saláta. Ugyancsak előételként fogyasztják a főtt, fűszerezett, olajos zöldségeket. Speciális saláta a friss pálmahajtások beléből készült, kellemes ízű palmito.

### Italok
Brazília a rabszolgaság ideje óta a kávé egyik fő termelője, amely nemzeti kávékultúrát hozott létre.
A cachaça cukornádból készített likőr és ez a nemzeti koktél, a caipirinha  fő összetevője.
Üdítő italokból óriási a választék. Szinte valamennyi gyümölcsből készítenek frissen nyomott italt (suco natural), amit rendszerint jól megcukroznak. A friss gyümölcsből turmixgéppel készített ital neve vitamina. Üdítő még a zöld kókuszdió leve, ami utcai árusoknál kapható. Palackozott üdítők közül népszerű a Guaraná, a Tonic, a Cola és a Fanta. Gyümölcslevekből készülnek az igen kedvelt aperitifek, a batidák. A legismertebb a caipirinha, amely cukornádpálinkából (pinga, pitu vagy cachaça), apró, mag nélküli, zöld citromból, cukorból és sok jégből készül.

## Tudomány
A híres brazil feltalálók közé tartozik Santos Dumont és Francisco João de Azevedo , a gyorsírógép feltalálója.
A kiemelkedő brazil tudósok közül megemlíthető:
- Carlos Chagas biológus,
- Osvaldo Cruz bakteriológus,
- Mário Schenberg asztrofizikus,
- César Lattes atomfizikus,
- José Leite Lopes részecskefizikus
- Jairton Dupont kémikus
- Leopoldo Nachbin (1922–1993) Brazília egyik legnagyobb matematikusa volt.

## Sport

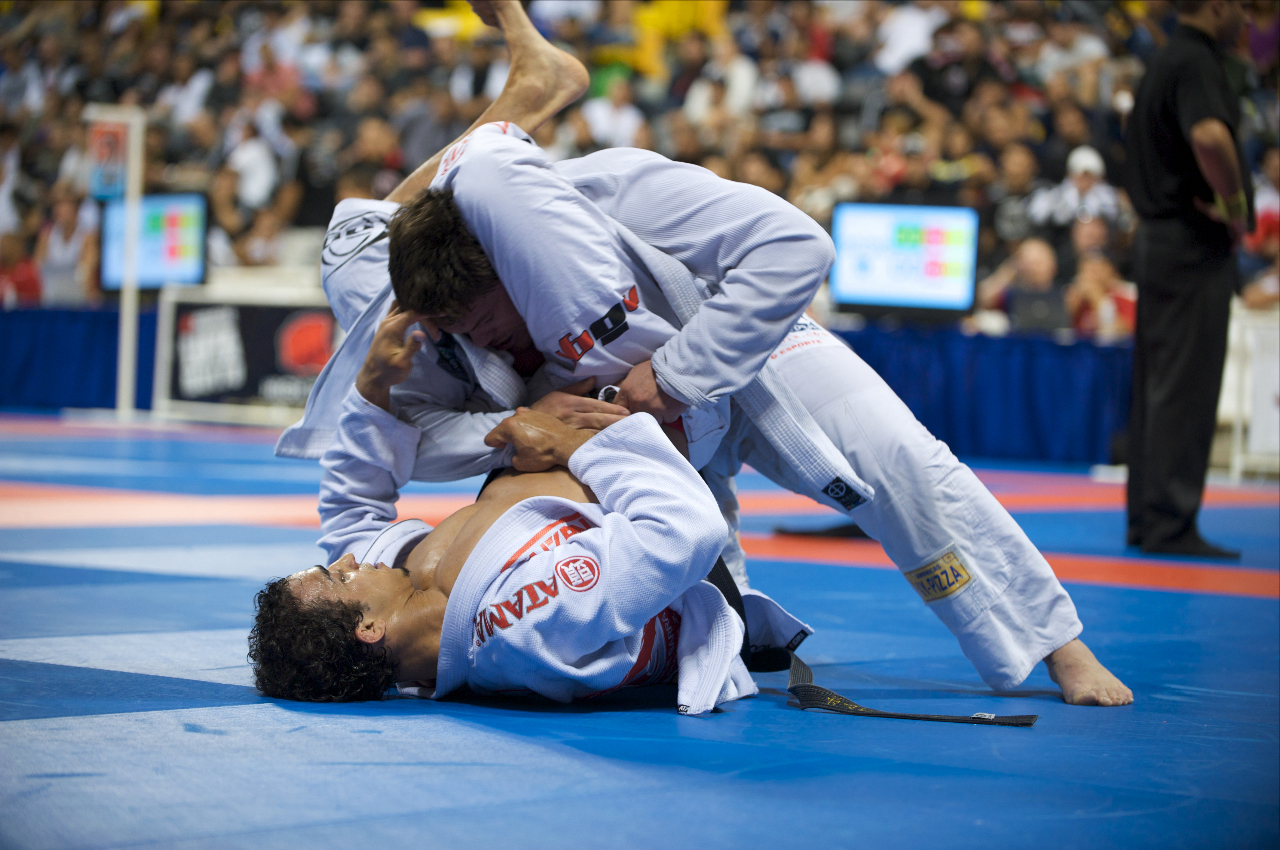
Brazil dzsúdzsucu

### Labdarúgás
A futball a legnépszerűbb sport Brazíliában. Sok brazil játékos, például Pelé, Ronaldo, Kaká, Ronaldinho és Neymar a sportág legismertebb játékosai közé tartozik. A brazil labdarúgó-válogatott (Seleção) a világ legjobbjai közé tartozik a FIFA World szerint.

### Egyéb sportok
A kosárlabda, a röplabda, az autóversenyzés és a harcművészetek (brazil dzsúdzsucu, capoeira) is nagy közönséget vonzanak. Az elmúlt évtizedekben a tenisz, a kézilabda, az úszás és a gimnasztika is egyre nagyobb számú követőre talált.

## Ünnepek

### Karneválok

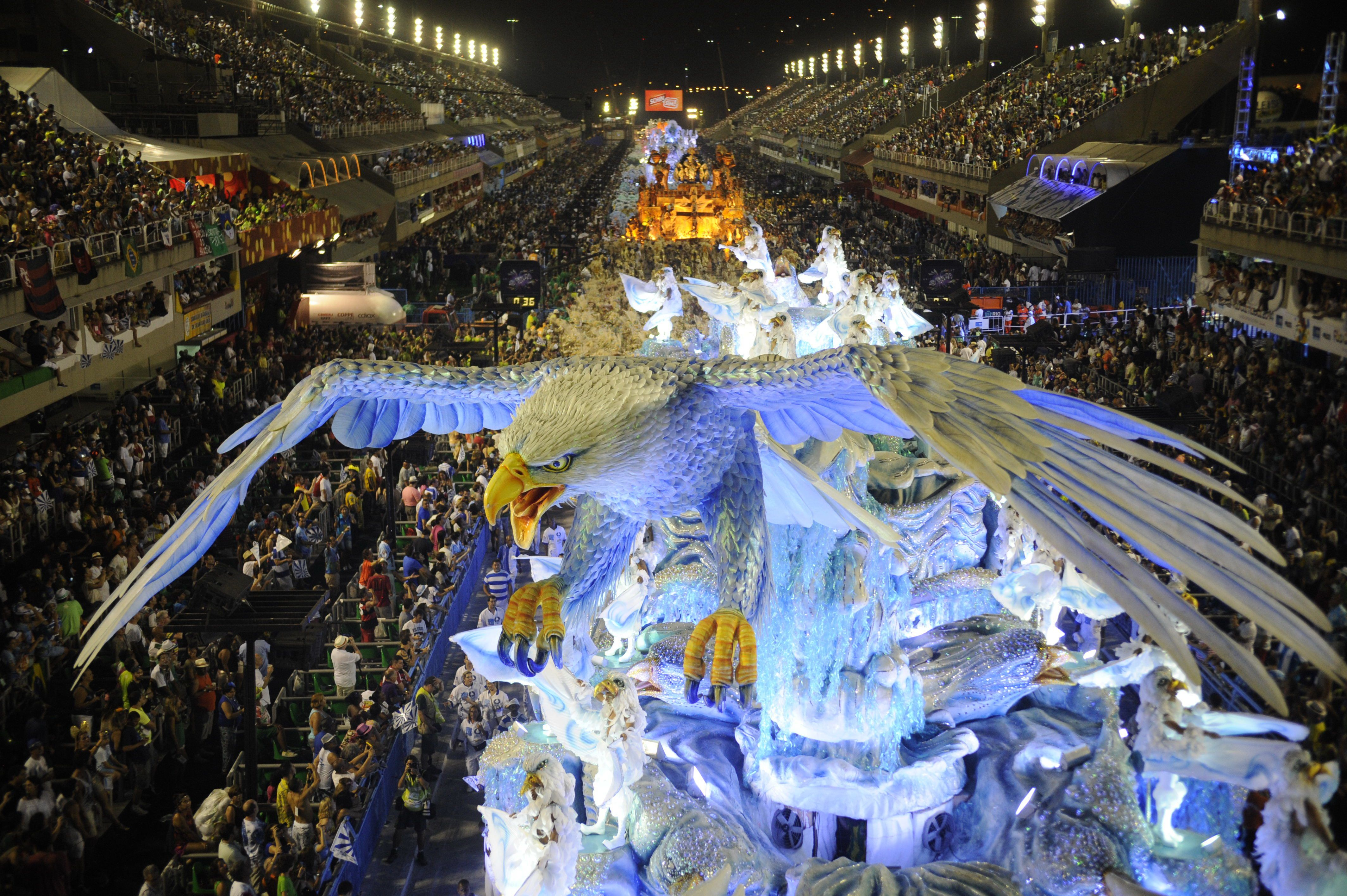
A világhírű riói karnevál

A brazil karnevál egy éves fesztivál, amelyet húsvét előtt negyvenhat nappal tartanak. A karneváli ünnepségekről úgy tartják, hogy a pogány Szaturnália ünnepben gyökereznek, amely a kereszténységhez igazodva a rossz dolgok búcsújává vált, a bűnbánat gyakorlására, valamint Krisztus halálára és feltámadására való felkészülésre.
A karnevál Brazília leghíresebb ünnepe, és hatalmas méretű eseménnyé vált. Éjjel-nappal, majdnem egy hétig tartó intenzív ünnep, főleg a tengerparti városokban.

### Nemzeti ünnepek
Nemzeti ünnepek:
- Január 1. – Újév (Ano Novo)
- Április 21. – Tiradentes (Dia de Tiradentes) – Joaquim José da Silvá-nak az 1792-ben Minas Gerais-ban kitört függetlenségi mozgalom mártírjának napja.
- Május 1. – A munka ünnepe (Dia do Trabalhador / Dia do Trabalho)
- Szeptember 7. – Nemzeti ünnep – a függetlenség napja (Dia da Independência) – 1822, Brazília felszabadulása a portugál gyarmatosítás alól.
- Október 12. – az Aparecida-i Miasszonyunk, (Nossa Senhora Aparecida) – Brazília védőszentjének napja.
- November 2. – Halottak napja (Dia de Finados)
- November 15. – A köztársaság kikiáltásának napja (Proclamação da República) – 1889
- December 25. – Karácsony (Natal)

Évenként változó, a húsvéttól függő munkaszüneti napok:
- Nagypéntek
- Úrnapja (Corpus Christi)